# Комітет з оборонної політики та планування НАТО

Комітет з оборонної політики та планування НАТО (англ. Defence Policy and Planning Committee, DPPC) —  утворений у 2010 р. орган НАТО, який відповідає за процес оборонного планування НАТО (англ. NATO Defence Planning Process, NDPP).
Керівник DPPC - помічник генерального секретаря НАТО з оборонної політики та планування (англ. Assistant Secretary General for Defence Policy and Planning). Комітету не підпорядковується жодний з комітетів..